# SMIL
SMIL (рекомендованное произношение: [smaɪl] «смаил») (The Synchronized Multimedia Integration Language) —  язык разметки для создания интерактивных мультимедийных презентаций. Является рекомендацией консорциума Всемирной паутины.
SMIL описывает разметку для временной синхронизации, размещения, анимаций, визуальных преобразований и многих других аспектов.
Одной из областей применения SMIL является создание слайдшоу для презентаций. Также технология SMIL позволяет демонстрировать многие типы файлов, такие как текст, видео и аудио. SMIL похож на HTML, он выполнен на основе XML и позволяет включать в себя ссылки на другие презентации SMIL, а также кнопки, такие как «Старт», «Стоп» и др.
SMIL был разработан в 1997 году и служит в том числе для описания работы  с мультимедийным контентом с многих источников, в том числе серверов в интернете. Другим массовым применением формата является его интеграция в формат цифровых аудиокниг DAISY.

## Проигрыватели SMIL
- AMBULANT
- GNOME Videos
- Helix Player
- QuickTime Player
- RealPlayer
- Windows Media Player (Playlist Files)